# Тур (футбольный клуб)
«Тур» — французский футбольный клуб из одноимённого города. Основан в 1919 году. Домашние матчи проводит на стадионе «Стад де ла Валли дю Шер». В высшем дивизионе чемпионата Франции клуб провёл в общей сложности четыре сезона, последним из которых стал сезон 1984/85.

## История
После долгих скитаний по разным лигам он оказался в 3-й лиге, которую покинул по итогам сезона 2006/07, заняв последнее место. В течение сезона клуб покинул главный тренер Альберт Фалетт, руководивший клубом восемь сезонов. После окончания сезона клуб продал практически всех игроков. В сезоне 2007/08 клуб занял второе место и вернулся в Лигу 2.
В конце 10-х годов клуб начал переживать финансовые трудности. Клуб до сезона 2017/18 играл в Лиге 2, но вылетел заняв последнее место по результатам сезона. Сезон 2018/19 провёл в лиге Насьональ — третьем по силе дивизионе. В течение сезона из-за различных проблем клуб был переведён сначала в четвертую лигу Франции. В конце сезона решением администрации футбольных лиг (DNCG) клуб был переведён в (Насьональ 3, пятую по силе лигу Франции. По итогам сезона 2019/20 клуб выиграл Насьональ 3, так как на момент остановки сезона из за пандемии COVID-19 клуб занимал первое место в своей группе. Однако 15 июня 2020 года комитет DNCG FFF отказал клубу в повышении. Клуб подал апелляцию на это решение, но решение оставили в силе.
В марте 2021 года, после сезона, аннулированного из-за COVID-19, клуб объявил об открытии кооперативного акционерного общества в надежде привлечь больше инвесторов к управлению клубом. Но проверяющие органы в лице комитета DNCG FFF усмотрел в этом решении финансовую махинацию. Клуб подал апелляцию на это решение, решение было оставлено в силе. 8 июля 2021 года клуб официально понижен до Первого регионального дивизиона (шестой и высший дивизион любительских клубов). По итогам сезона 2021/22 клуб выиграл шестой дивизион, но по финансовым причинам клубу отказали в повышении. Клуб подал апелляцию, а игроки подписали петицию, что в ответ не будут покидать состав клуба. 10 июля 2022 года борьба клуба за возвращение в профессиональный футбол окончилась удачно, клуб получил официальное повышение до пятой лиги (Насьональ 3).
26 февраля 2025 года Федерация футбола Франции подтвердила ликвидацию «Тура» из-за финансовых трудностей, команды клуба были исключены из всех лиг Франции.